# Зільбер Лев Олександрович
Лев Олександрович Зільбер (15 [27] березня 1894 року, Псков, Російська імперія — 10 листопада 1966 року, Москва, СРСР) — радянський імунолог і вірусолог, творець радянської школи медичної вірусології. Академік АМН СРСР (1945), лауреат Сталінської премії. Старший брат письменника Веніаміна Каверіна.

## Біографія
Народився 15 (27) березня 1894 року в родині капельмейстера 96-го піхотного Омського полку Абеля Абрамовича Зільбера і його дружини — уродженої Хани Гіршевни (Ганни Григорівни) Дессон, власниці музичних магазинів. Є відомості, що, на відміну від молодшого брата, Веніаміна (письменник Веніамін Каверін), він народився не в Пскові, а в селі Медведь Медведської волості Новгородського повіту (нині входить до Медведського сільського поселення).
Усього в родині було шестеро дітей — Мірьям, Лея, Лев, Давид, Олександр і Веніамін. Старша сестра Мірьям (в шлюбі Міра Олександрівна Руммель, 1890 — після 1988) — дружина першого директора Народного дому ім. А. С. Пушкіна Ісаака Михайловича Руммеля. Сестра Лея (в шлюбі Олена Олександрівна Тинянова, 1892—1944) — дружина письменника і літературознавця Юрія Тинянова, однокласника Льва Зільбера. Молодші брати: військовий лікар Давид Зільбер, композитор і диригент Олександр Ручьєв (1899—1970), письменник Веніамін Каверін (1902—1989).
У 1912 році Лев зі срібною медаллю закінчив Псковську губернську гімназію (як і інший його однокласник і довічний друг Август Летавет) і поступив на природниче відділення фізико-математичного факультету Петербурзького університету. У 1915 році перевівся на медичний факультет Московського університету, отримавши дозвіл одночасно відвідувати заняття на природничому відділенні, і закінчив його в 1919 році.
З 1921 року працював в інституті мікробіології Наркомздоров'я в Москві.
У 1928 році одружився з Зінаїдою Віссаріонівною Єрмольєвою. Перші місяці після весілля Зільбер і Єрмольєва провели, працюючи в Інституті Пастера (Франція) та Інституті Коха (Німеччина).
У 1929 році прийняв пропозицію зайняти посаду директора Азербайджанського інституту мікробіології і завідувача кафедри мікробіології медичного інституту в Баку.
Керував придушенням спалаху чуми в Нагірному Карабасі в 1930 році. Після повернення в Баку був представлений до ордена Червоного Прапора і незабаром заарештований за звинуваченням у диверсії з метою заразити чумою населення Азербайджану. Був випущений через 4 місяці (можливо, за клопотанням Максима Горького, до якого звернувся молодший брат Льва Зільбера письменник Веніамін Каверін, можливо, завдяки турботам колишньої дружини, Зінаїди Єрмольєвої).
Після звільнення Л. А. Зільбер працював у Москві, очолюючи кафедру мікробіології в Центральному інституті удосконалення лікарів та завідуючи мікробіологічним відділом Державного науково-контрольного інституту Наркомздоров'я РРФСР ім. Тарасевича. У 1934 році домігся створення Центральної вірусної лабораторії при Наркомздоров'я РРФСР і відкриття відділу вірусології в Інституті мікробіології АН СРСР.
У 1935 році одружився з Валерією Петрівною Кисельовою.
У 1937 році керував далекосхідною експедицією Наркомздоров'я СРСР із вивчення невідомого інфекційного захворювання центральної нервової системи. В ході роботи експедиції була з'ясована природа захворювання — кліщового енцефаліту — та запропоновано методи боротьби з ним.
Відразу після повернення був арештований за доносом про спробу зараження Москви енцефалітом через міський водогін і повільну розробку ліків для лікування хвороби. Перебуваючи в ув'язненні, Зільбер частину строку відбував у таборах на Печорі, де в умовах тундри з ягелю отримав дріжджовий препарат проти пелагри і врятував життя сотням ув'язнених, що гинули від повного авітамінозу. Отримано авторське свідоцтво на винахід. Свідоцтво було записане на ім'я «НКВД».
У 1939 році звільнений і став завідувачем відділу вірусології в Центральному Інституті епідеміології і мікробіології Наркомздоров'я СРСР, однак у 1940 році був заарештований втретє. Відмовляв на неодноразові пропозиції працювати над бактеріологічною зброєю. Згадавши про вміння Зільбера отримувати спирт з ягелю, керівництво спрямувало його до хімічної «шарашки», де він почав дослідження раку. За махорку ув'язені ловили Зільберу мишей і щурів для експериментів. В ході досліджень сформулював нову концепцію походження ракових пухлин. У своєму первісному вигляді (1944—1945) вона базувалася на двох основних положеннях: пухлини мають вірусне походження, але вірус лише ініціює пухлину в пухлинній прогресії.
У березні 1944 року, напередодні 50-річчя Зільбера, його звільнили, мабуть, завдяки листу про невинність вченого, направленому на ім'я Сталіна і підписаному Головним хірургом Червоної Армії Миколою Бурденком, віце-президентом АН СРСР Леоном Орбелі, письменником Веніаміном Каверіним (рідним братом Льва Зільбера), біохіміком Володимиром Енгельгардтом і Зінаїдою Єрмольєвою (авторкою радянського пеніциліну і колишньою дружиною Зільбера), яка і була ініціатором звернення. На думку самого Зільбера, лист, найімовірніше, не дійшов до адресата, але викликав замішання у високих кабінетах НКВС. Після звільнення одразу ж публікує свою концепцію походження ракових пухлин в газеті «Известия».
Влітку 1945 року знайшов і вивіз до СРСР сім'ю — дружину, сестру дружини і двох синів, що вціліли в німецьких робочих таборах, де вони провели 3,5 року.
Того ж року обраний дійсним членом щойно створеної Академії медичних наук СРСР, призначений науковим керівником Інституту вірусології АМН СРСР і очолив відділ вірусології та імунології пухлин Інституту епідеміології, мікробіології та інфекційних хвороб АМН СРСР, де і працював всі наступні роки.
Після звільнення отримав Сталінську премію.
Помер 10 листопада 1966 року. Похований на Новодівичому кладовищі (ділянка 6).
Діти Зільбера згодом стали відомими вченими: Лев Львович Кисельов (1936—2008) — молекулярний біолог, академік РАН, і Федір Львович Кисельов (1940—2016)— молекулярний біолог, фахівець з канцерогенезу, член-кореспондент РАМН. Дружина його брата Олександра (Катерина Іванівна Зільбер, 1904—1963) у другому шлюбі була одружена з драматургом Євгеном Шварцем. Брат — Давид Олександрович (Абелевич) Зільбер (1897—1967), гігієніст, завідувач кафедри загальної та військової гігієни, декан медико-профілактичного факультету Пермського медичного інституту, автор книги «Гігієна аптеки» (1962), підручника для фармацевтичних факультетів «Гігієна» (1970).

## Наукові відкриття
Лев Олександрович Зільбер — автор наукового відкриття «Нові властивості патогенності опухолетвірних вірусів», яке занесено до Державного реєстру відкриттів СРСР під № 53 з пріоритетом від 27 травня 1957 року.
В 1967 році за відкриття патогенності вірусу курячої саркоми Рауса для інших класів тварин Л. А. Зільберу посмертно присуджена Державна премія СРСР (спільно з Р. Я. Свєт-Молдавським).

## Нагороди
- Орден Леніна
- Орден Трудового Червоного Прапора
- Медалі

## Твори
- 1928 — «Параиммунитет». — М.;
- 1946 — «Вирусная теория происхождения злокачественных опухолей». — М.;
- 1956 — «Учение о вирусах». — М.;
- 1958 — «Основы иммунологии». — 3-е изд. — М.